# Старое Малиново
Старое Малиново  — деревня в Торжокском районе Тверской области. Входит в состав Яконовского сельского поселения.

## География
Находится в центральной части Тверской области на расстоянии приблизительно 28 км на северо-запад по прямой от районного центра города Торжок.

## История
Сельцо Малиново по данным 5 ревизской сказки 1795 г. принадлежало помещице вдове Прасковье Васильевне Львовой, которая вместе с детьми также владела  Арпачево, Вишенье,  Челядино, Черенчицами, Покровским, Курчино. Деревня была отмечена еще на карте 1825 года. В 1859 году здесь (деревня Малиново Новоторжского уезда Тверской губернии) было учтено 19 дворов, в 1938 — 14.

## Население
Численность населения: 182 человека (1859 год), 5 (русские 100 %) в 2002 году, 35 в 2010.